# Época de la colonia (Venezuela)

La Cruz de Borgoña fue bandera de ultramar del imperio español.

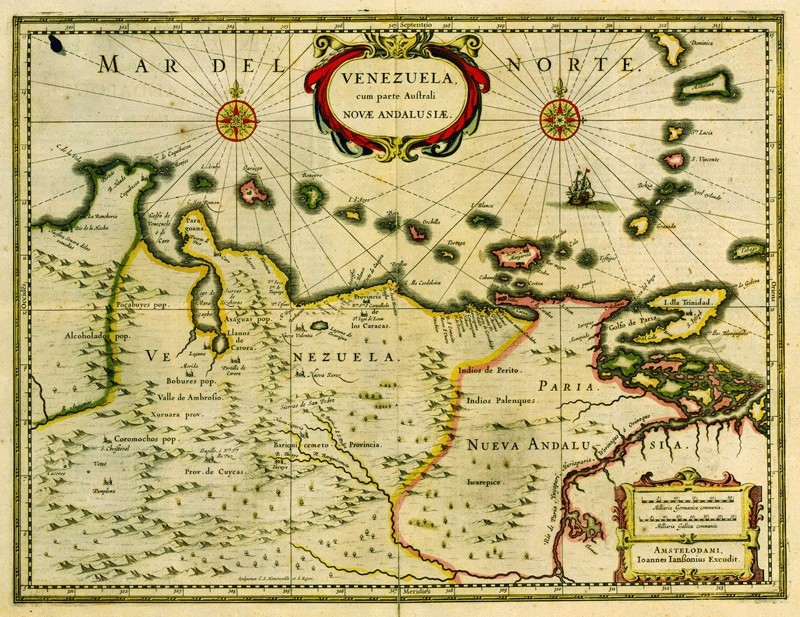
Mapa de la provincia de Venezuela en 1635.

Época colonial es el término que se le da convencionalmente al período de conquista, poblamiento y administración del territorio actualmente venezolano que llevó a cabo la Monarquía Católica española desde mediados del siglo XVI hasta el comienzo de la Guerra de Independencia de Venezuela.
Los habitantes de la Península y de América tenían básicamente los mismos derechos, así como representación en las Cortes de Cádiz, a diferencia de otros regímenes coloniales europeos. 
La definición de qué período histórico abarca la era colonial sigue siendo materia de debate. El período anterior a 1600 es cubierto en el artículo de la Conquista de Venezuela.
Una periodización que tome en cuenta lo político prolongaría la época colonial hasta 1810 en parte de Venezuela y hasta 1821 en las provincias de Maracaibo y Coro así como en la ciudad de Puerto Cabello.
Durante la época colonial se forman las bases de lo que sería más adelante la nación venezolana: la mezcla de las culturas española, indígena y africana; el uso del español como idioma principal, la adopción del cristianismo, la delimitación de la colonia y su organización territorial que culminaría en la creación de la Capitanía General. Por eso mismo las colonias aceleraron el bienestar de todas las poblaciones. 
A comienzos del siglo XVII (diecisiete) los españoles controlaban en realidad la zona costera, los Andes y su extensión hacia Barquisimeto y algunos reducidos enclaves, mientras que los Llanos y el sur seguían estando básicamente en poder de los indígenas. Encuentros violentos entre colonizadores e indígenas se prolongaron hasta el siglo XVIII, cuando aún se fundaron numerosas ciudades y pueblos en la zona de los Llanos y Guayana.
A finales del siglo XVIII, la sociedad colonial entra en crisis y se producen los primeros movimientos independentistas que preludian la emancipación de la colonia a comienzos del siglo XIX.

## Economía
•Agricultura: en la medida en que avanzó el proceso de conquista y colonización de lo que luego sería Venezuela,  los españoles entendieron que este territorio no ofrecía mayores ventajas desde el punto de vista de la explotación de metales preciosos, pero si en referido a la fertilidad del suelo. Los cultivos que se realizaban eran el algodón, la caña de azúcar, y el producto más importante para la economía de Venezuela, el cacao, que era un producto bastante accesible y que incluso los de baja clase podían comer, sin embargo, a los de baja clase se les dejaba el cacao de menor calidad y a los más ricos, los de mayor calidad.
•Ganadería: La cría de ganado se realizaba en los Llanos. 
•Mano de obra: La principal mano de obra fuerza productiva fueron los indígenas encomendados o los esclavos que traían del tráfico de esclavos, quienes eran forzados a realizar trabajos sin retribución. 

## SigloXVII

### Comienzos del siglo: expansión agrícola

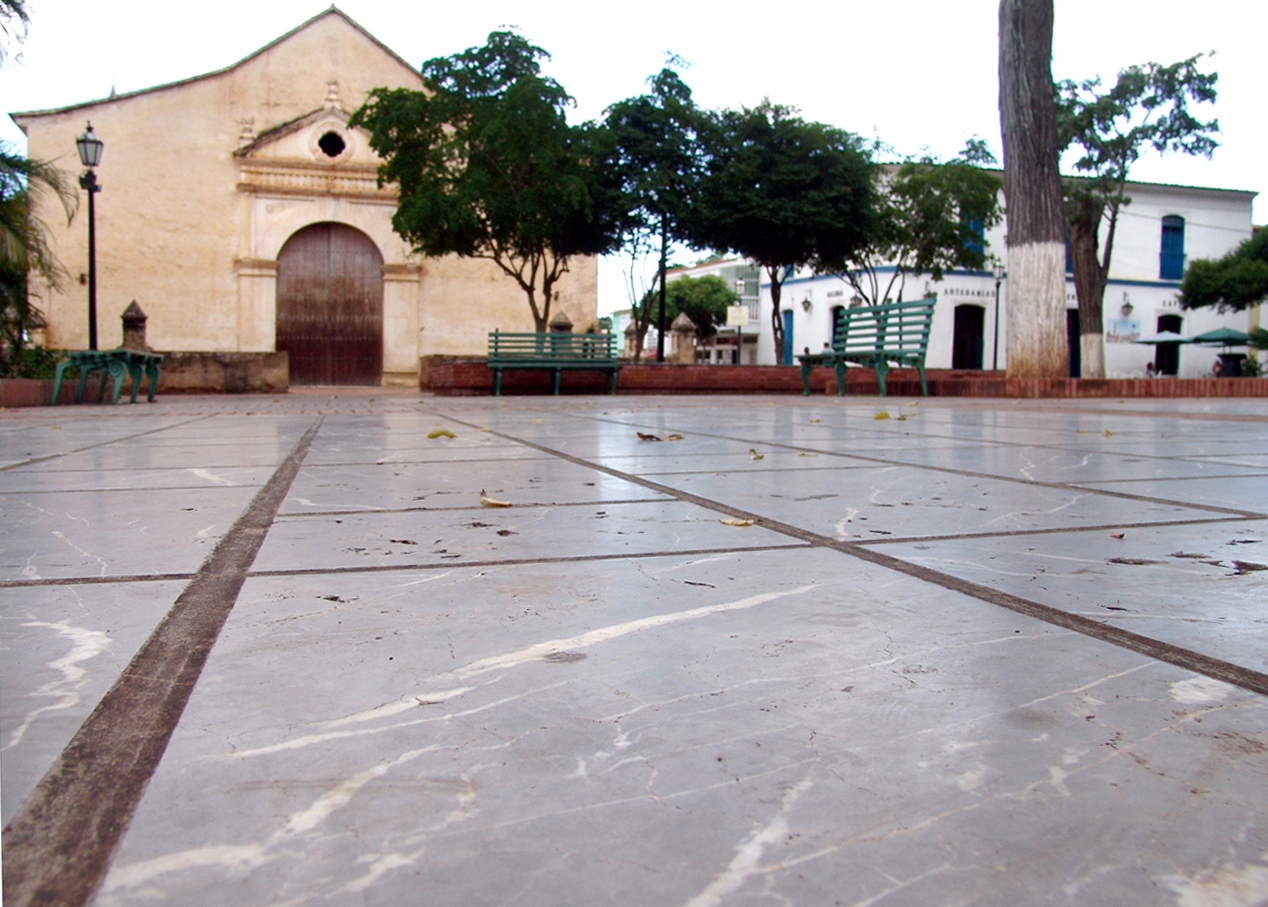
Iglesia de La Asunción, construida entre 1609 y 1621.

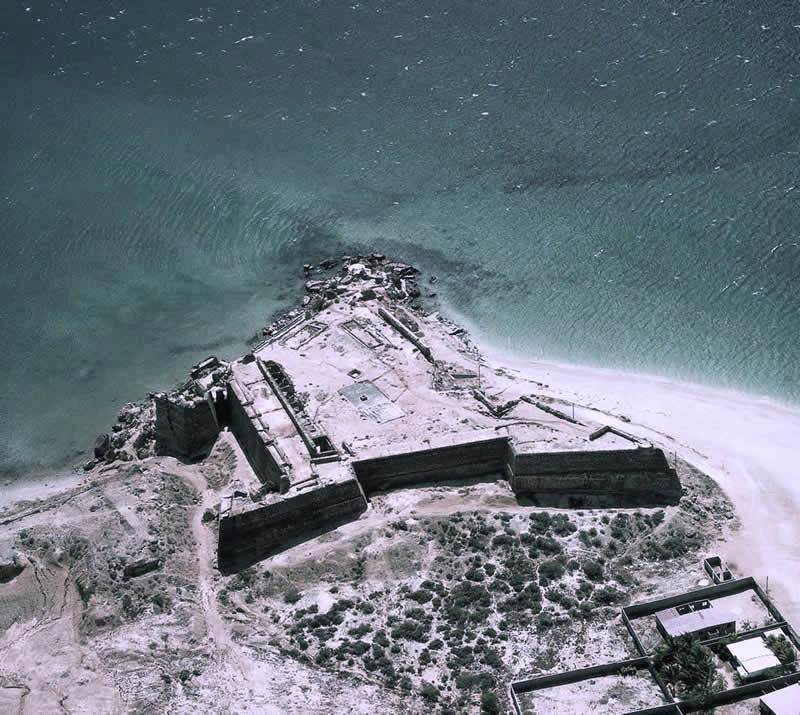
Castillo de Araya.

Los cumanagotos en la cuenca del río Neverí, por ejemplo, ofrecieron una fuerte resistencia a la penetración foránea. En 1603 los amerindios dieron muerte al explorador Sebastián de Roa. Una expedición a cargo de Juan Pérez de Agorreta tardó 14 meses en pacificar a los indígenas de la zona que actualmente es Aragua de Barcelona. La zona del Delta, donde se concentraban los waraos, también resultaba de difícil acceso y poco atractivo para los europeos. Lo mismo pasaba con la Guajira.
Por otra parte, el conflicto entre religiosos y fuerzas militares por el control de las poblaciones indígenas continuó. En las siguientes décadas aumentó el ritmo de creación de misiones para cristianizar a los indígenas e incorporarlos al sistema colonial. También se incrementó el número de pueblos que se fundaban a partir de antiguas encomiendas.
La tensión entre los Países Bajos y el rey Felipe II crecía. Los holandeses se hallaban en conflicto con España desde hacía décadas. Cuando Portugal pasó a la Corona española, los comerciantes de Holanda, que necesitaban sal para la exportación de su arenque, perdieron el acceso a las fuentes de sal de Setúbal y Cabo Verde. A partir de 1599 los holandeses - y en menor grados los franceses- comenzaron a buscar otras fuentes de sal y decidieron abastecerse en la Península de Araya. Ya en 1600 llegó un centenar de barcos holandeses a la península. Aparte de la pureza de la sal, los navegantes de los Países Bajos pensaron en la posibilidad de vender sus productos en la ciudad de Cumaná y en la isla de Margarita, que dependían del monopolio español. El gobierno español comenzó a construir fortificaciones para evitar el contrabando y la explotación de sal por parte de los holandeses.
El siglo XVII ve el surgimiento del cacao (1615) como un gran producto de exportación, así como la explotación de caña de azúcar, del tabaco, de la sal y de los cueros. El trigo, que había producido una expansión económica de Caracas en la última década del siglo XVI, decayó hacia el consumo interno. El trigo, traído por los españoles el siglo anterior, se cultivaba ante todo en los Andes. Este cereal y otros productos de las zonas templadas eran transportados en mulas hacia Mérida, Maracaibo, San Antonio de Gibraltar y otras zonas del país.
Hacia 1618 el gobierno hispano ordenó la fundación de pueblos de doctrina para recoger a los indios. Así nacieron pueblos como Turmero, Guarenas, Choroní, Petare, Baruta, La Victoria, Cagua, San Mateo, Santa Lucía, El Valle, Antímano. Estos fueron impulsados por orden real y localmente por acción del obispo y del gobernador.
Con la llegada de más y más esclavos negros, estos fueron tomando esposas de las comunidades indígenas de la costa, con lo que los indígenas tuvieron que buscar esposas en otros lugares. El número de zambos fue aumentando en zonas como Maiquetía y Caraballeda.
En 1620 el gobernador Francisco de la Hoz Berrío ordenó la fundación de Acarigua en los Llanos Occidentales y la fundación oficial de Quíbor y Sanare sobre poblados indígenas. Ese mismo año se fundó San Frascico de Paula, actualmente Baruta, así como San Mateo en terrenos de una encomienda.
Los españoles siguieron fortificando las ciudades costeras ante los ataques de los piratas. Se construyeron fortalezas como la de Araya en el oriente (1622-1646), Pampatar y Santa Rosa en Margarita, San Antonio en Cumaná o San Carlos de la Barra, en la entrada del Lago de Maracaibo. Con la fortaleza de Araya las autoridades hispanas buscaban poner un fin al comercio ilegal que los holandeses sostenían con Tierra Firme y defender las salinas de la región. En 1622 veintidós barcos holandeses volvieron a los Países Bajos sin haber obtenido sal, en 1623 ya eran 100. Los holandeses decidieron militarizar sus embarcaciones para forzar el acceso a las salinas. El 30 de noviembre de 1622 tuvo lugar una batalla entre holandeses y españoles en Araya. Los holandeses querían detener la construcción del fortín y apoderarse de la península. 43 barcos holandeses participaron en el ataque. El gobernador Arroyo los derrotó de manera definitiva el 13 de enero de 1623. Los holandeses ocuparon la isla de la Tortuga en 1623 para hacerse allí de la sal que necesitaban. Allí construyeron un fuerte. Los españoles los expulsaron una década después y construyeron un canal para inundar las salinas y así dificultar a los holandeses la posibilidad de volver.
En 1628 los españoles consiguieron exterminar los últimos grupos de resistencia de indígenas jirajaras en el área de Yaracuy y establecieron una población en Nirgua, donde pensaban explotar oro.

### Años Treinta
A partir de 1632 Joan Orpí realizó una expedición con el fin de controlar la región de las Cuencas de Unare y Neverí, donde los cumanagotos seguían resistiendo.
En 1634 cuatrocientos holandeses al mando de Johannes van Walbeeck ocuparon las islas de Curaçao, Bonaire y Aruba, que España no volvería a recuperar. Al momento de la llegada de los holandeses vivían en Curaçao 32 españoles, de los que 11 eran niños. Estos parten para tierra firme venezolana junto con los indígenas arawacos, que se negaban a jurar lealtad a los holandeses.
La Catedral del Obispado se mudó en 1637 de Coro, en donde residía desde 1530, a Caracas.
En el mismo 1637 Joan Orpí consiguió finalmente dominar a los cumanagotos. En 1638 el conquistador catalán fundó la ciudad de Nueva Barcelona del Cerro Santo.

### Años Cuarenta
El cabildo de Caracas decidió en 1640 crear la Escuela de Canto Llano, que probablemente fue la primera escuela de música de Venezuela.
El terremoto de San Bernabé ocurrido en junio de 1641 destruyó la mayor parte de las edificaciones de Caracas y poblaciones cercanas.
El gobernador Ruy Fernández de Fuenmayor trató de recuperar la isla de Curaçao en 1642, pero fracasó en su intento. Varios corsarios holandeses atacaron en venganza a Maracaibo, pero fueron rechazados.
El pirata británico William Jackson asaltó Maracaibo a finales de 1642 y permaneció en ella hasta enero de 1643. Fernández de Fuenmayor permaneció en Maracaibo hasta septiembre supervisando la reconstrucción de la ciudad y el establecimiento de fortificaciones para evitar nuevos ataques de piratas. Fernández también manda a través de Coro un grupo de colonos a Jamaica con el fin de prevenir que los piratas querían invadir esa isla. La misión no logró convencer a los colonos, que de por sí no habrían podido ofrecer mucha resistencia debido a sus limitados números y pobreza. Otras regiones de Venezuela como Trujillo, La Guaira, Coro, Araya, Trinidad, Puerto Cabello, Gibraltar, Cumaná y Margarita serían asaltadas por piratas ingleses, franceses y holandeses en los siguientes años.
Miguel de Urbés, lugarteniente de Joan Orpí, fundó en 1645 la ciudad de Zaraza con el nombre de San Miguel de la Nueva Tarragona del Batey.
El capitán barinés Miguel de Ochogavía junto al fray Jacinto de Carvajal y un grupo de soldados, salieron del río Santo Domingo el 5 de marzo de 1647, exploraron su curso hasta el río Apure y llegaron al Orinoco el 26 de marzo.
Los holandeses siguieron tratando de penetrar en Venezuela. El 18 de abril de 1645, Joan Orpí y el sargento Dionisio Sedeño los derrotaron en la desembocadura del río Neverí.

### Años Cincuenta
Los franceses atacaron el puerto de La Guaira en 1651.
Los franciscanos fundaron un convento en Cumaná en 1656 con el fin de evangelizar al pueblo de los cumanagotos e instalaron una misión en Píritu.
Enfermedades contagiosas tales como el cólera, el sarampión, la Peste Negra y la gripe, atacaron en varias ocasiones las poblaciones castellanas, produciendo estragos entre los indios, esclavos y españoles. Una de las más graves en 1657, resultó en numerosas víctimas en Caracas y otras ciudades.

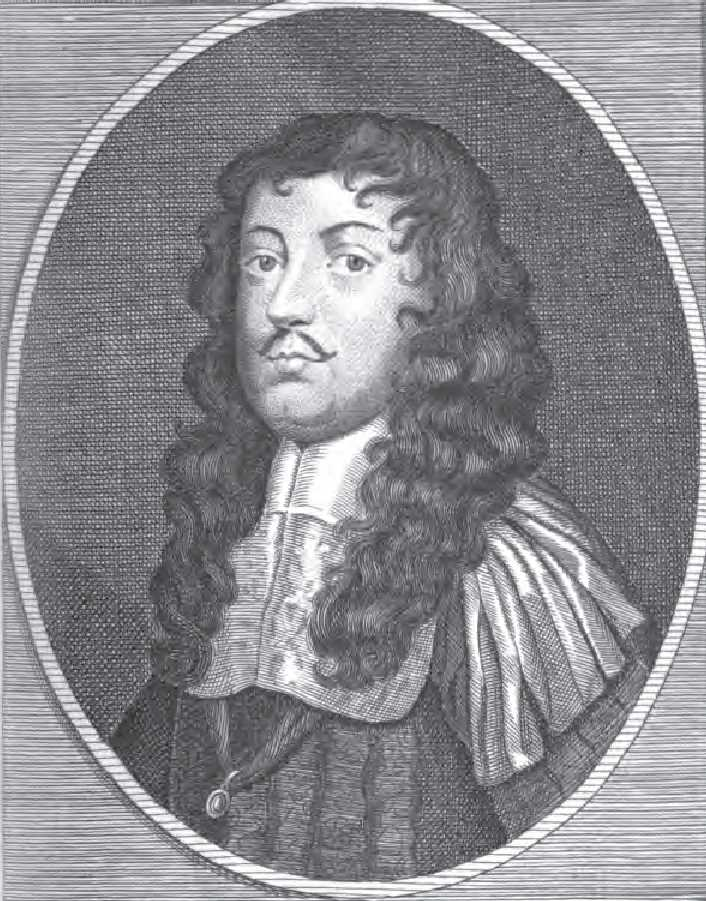
Pirata Christopher Myngs.

El pirata británico Christopher Myngs saqueó Cumaná, Puerto Cabello y Coro en 1659 en el contexto de la Guerra anglo-española (1655-1660).
| 1600 - 1602 | Alonso Arias Vaca                                               |                                                              |
| 1602 - 1603 | Alonso Suárez del Castillo                                      |                                                              |
| 1603 - 1606 | Francisco Mejía de Godoy                                        | Aparece en España el primer tomo de Don Quijote de la Mancha |
| 1606 - 1611 | Sancho de Alquiza                                               |                                                              |
| 1611 - 1616 | García Girón de Loayza                                          |                                                              |
| 1616 - 1621 | Francisco de la Hoz Berrío                                      | Empieza la guerra de los Treinta Años                        |
| 1621 - 1623 | Juan Treviño Guillamas                                          | Felipe IV de España comienza su reinado                      |
| 1623        | Diego Gil de la Sierpe                                          |                                                              |
| 1624 - 1630 | Juan de Meneses y Padilla, marqués de Marianela                 |                                                              |
| 1630 - 1637 | Pedro Núñez Melián                                              |                                                              |
| 1637 - 1644 | Ruy Fernández de Fuenmayor                                      |                                                              |
| 1644 - 1699 | Marcos Gedler Calatayud y Toledo                                | Concluye la guerra de los Treinta Años                       |
| 1649 - 1651 | Pedro de León Villarroel                                        |                                                              |
| 1652 - 1653 | Diego Francisco de Quero y Figueroa                             |                                                              |
| 1654 - 1655 | Martín de Roble y Villafañe                                     | Se inicia la Guerra anglo-española                           |
| 1656 - 1658 | Andrés de Vera y Moscoso                                        |                                                              |
| 1658 - 1664 | Pedro de Porres Toledo y Vozmediano, conde de Dabois            |                                                              |
| 1664 - 1669 | Félix Garcí-González de León                                    | Carlos II de España comienza su reino                        |
| 1669 - 1673 | Fernando de Villegas                                            |                                                              |
| 1673 - 1674 | Francisco Dávila Orejón y Gastón                                |                                                              |
| 1677 - 1682 | Francisco de Alberró                                            |                                                              |
| 1682 - 1688 | Diego de Melo Maldonaldo                                        |                                                              |
| 1688 - 1692 | Diego Jiménez de Enciso, marqués de Casal de los Griegos        |                                                              |
| 1692 - 1693 | Francisco Bartolomé Bravo de Anaya                              |                                                              |
| 1693 - 1699 | Francisco de Berroterán y Gainza, marqués del Valle de Santiago |                                                              |
| 1699 - 1704 | Nicolás Eugenio de Ponte y Hoyo                                 |                                                              |

### Años Sesenta
En la década de los sesenta los misioneros españoles siguieron la fundación de reducciones indígenas. Hacia 1661 los jesuitas comenzaron a establecer un programa para misionar en los Llanos centrales. El cacique Chiparara consiguió organizar grupos caribes y otomacos en los Llanos de Guárico para contra-atacar a las fuerzas colonizadoras españolas. Después de vencidos, hacia 1653, los grupos caribes y otomacos se retirarían hacia el sur o se perderían cohesión y serían poco a poco asimilados. Poco a poco los misioneros seguirían estableciendo misiones a lo largo de los Llanos. 
El período entre 1665 y 1669 es conocido como el quinquenio de los piratas. Maracaibo, con unos 4000 habitantes en 1666, volvió a sufrir un ataque pirata. El francés Jean-David Nau llegó con seis navíos y unos seiscientos filibusteros. Después de tomar la ciudad, se dirigió con 380 hombres a Gibraltar para enfrentar una tropa española que se dirigía a Maracaibo. Los españoles sufrieron grandes pérdidas (al parecer unos 500 soldados), mientras que los piratas solo habrían reportado unos 60 muertos y 30 heridos. Los franceses pasan unas seis semanas saqueando Gibraltar, pero entonces se desató una epidemia que los obligó a replegarse a Maracaibo, que volvieron a saquear. Al final de su ataque, habían robado unas 260000 piezas de reales y unas 100000 coronas en joyas y objetos religiosos.
Luego llegarían a Maracaibo los piratas Miguel El Vascongado, Albert van Eyck, Henry Morgan y Michel de Grandmont, este último se internó hasta Trujillo en los Andes.
Hacia 1667 los franciscanos fundaron el pueblo de Clarines en los Llanos orientales. El gobernador de Cumaná y Nueva Barcelona, Bravo Acuña, estableció un fuerte allí. 
Ese mismo año, el prelado español Francisco de Aparicio decidió hacer una entrada al territorio de los palenques guarives, que estaban atacando la comunidad de los palenques caracares en las orillas del río Unare. 
Las incursiones de piratas no cesaron. En 1669 Michel de Grandmont volvió a atacar las costas de Venezuela, en esta ocasión en Puerto Cabello y Henry Morgan atacó Maracaibo.

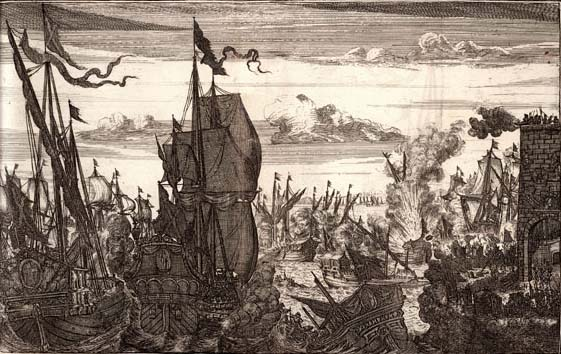
Ataque de Henry Morgan en Maracaibo

### Años Setenta
La independencia de Portugal en 1670 generó problemas para la economía de las Islas Canarias, que dependía de los mercados portugueses. Esto dio un impulso a la emigración. Venezuela recibió muchas de esas personas que buscaban un mejor futuro. Los canarios se establecieron en los Llanos y a finales del siglo formaban ya colonias importantes en Caracas y La Guaira. Un 16% de los casamientos en Venezuela a finales del siglo XVII eran de canarios. En 1683 contribuyeron a la fundación de San Antonio de los Altos. Gran parte de los canarios se dedicaba a la agricultura. También llegaron a constituir la mayoría de los pulperos y mercaderes. Hubo pueblos canarios de los que salió una inmigración particularmente alta, como fue el caso de El Sauzal o Vilaflor.
Charles François d'Angennes, marqués de Maintenon, atacó la isla de Margarita y la ciudad de Cumaná. Piratas franceses saquearon Valencia en 1677.
San Carlos fue fundada de facto en 1678.

### Años Ochenta
Los indígenas guaribes siguieron oponiéndose a la penetración española y en 1680 mataron a varios misioneros católicos. La respuesta hispana consiguió dominar a los grupos indígenas y los franciscanos continuaron el establecimiento de misiones.
En octubre de 1684 un grupo de caribes atacó y mató al jesuita Fiol y a ocho compañeros españoles e indios en el Orinoco. Los españoles decidieron reforzar sus misiones en la región y a partir de allí cesaron los ataques en la zona norte de los Llanos.
En 1687 monjes catalanes comenzaron su trabajo de misioneros en la isla de Trinidad. Debido a la escasez de misioneros, los indígenas tenían inicialmente poco contacto con estos. Aun así, el rechazo hacia los misioneros llevó a la Masacre de Arena en 1699, cuando los arawacos de la zona mataron a los misioneros y al gobernador José de León y Echales. Esto trajo consigo represalias por parte del gobierno español.
La encomienda a título personal fue eliminada en 1687 y a partir de allí el gobierno cobró un tributo anual.

### Años Noventa
En 1691 el gobierno español declaró que los mestizos serían exentos de pago de tributos. Esto motivó a que las indígenas procurasen ser parejas de mestizos o blancos y esto, a su vez, aceleró la desaparición de grupos indígenas homogéneos.
La última década del siglo XVII vio una consolidación de comunidades secundarias cercanas a la costa. Es así como en 1694 el gobernador Francisco Berroterán fundó los pueblos de indios de Guacara, San Diego y Los Guayos en el norte del Lago de Valencia y estableció, de hecho, Altagracia de Orituco.
En 1697 grupos caribes volvieron a atacar las misiones de indios chaimas y produjeron grandes pérdidas entre estas comunidades indias y españolas.

## SigloXVIII

### Venezuela como parte del Virreinato de Nueva Granada

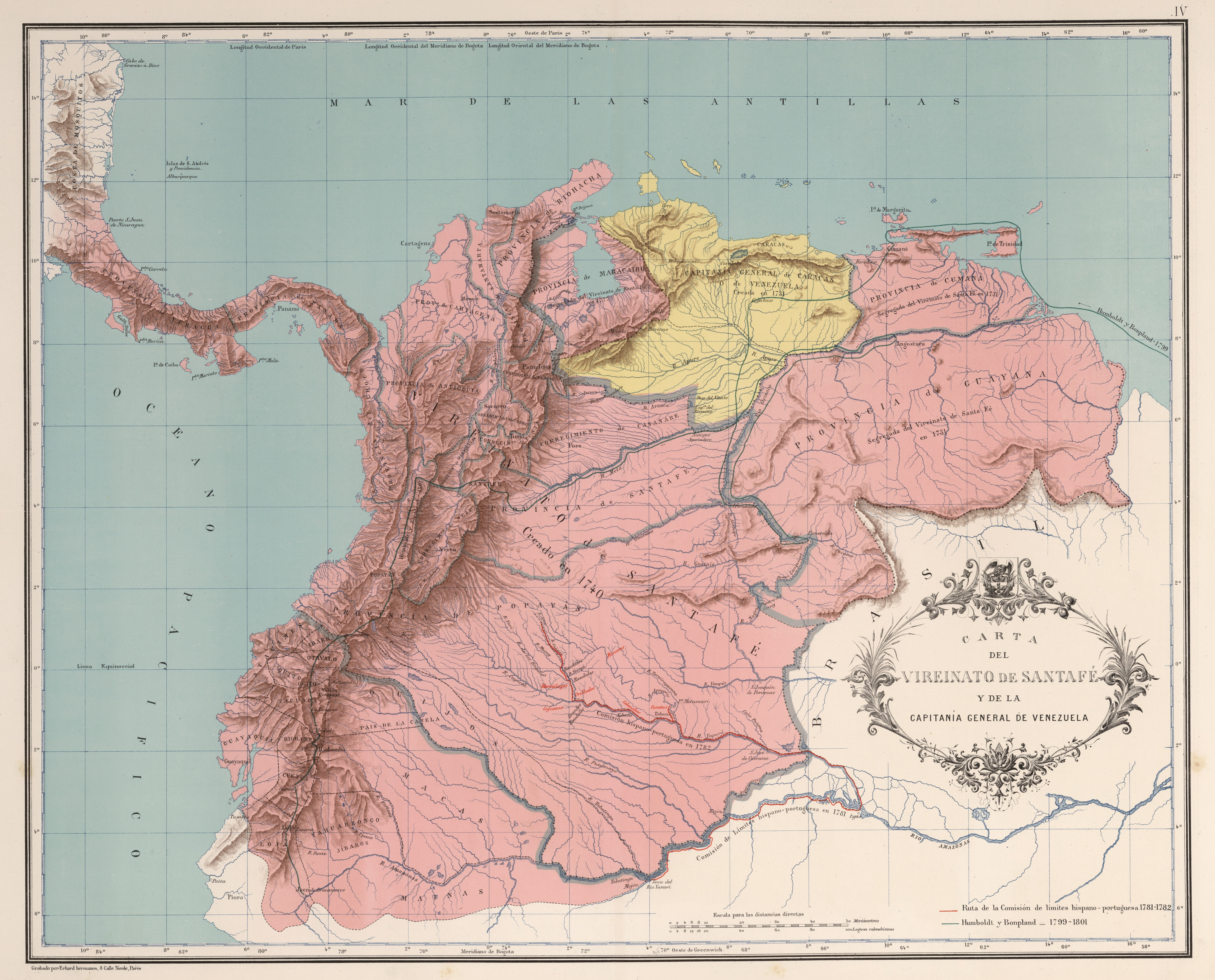
Virreinato de Nueva Granada en 1742, año de la separación de la Capitanía General de Venezuela.

En 1717 Venezuela es transferida desde la jurisdicción de la Real Audiencia de Santo Domingo al virreinato de Nueva Granada. Entre 1718 y 1719 se concreta la creación del Virreinato de Nueva Granada, que separa del Virreinato del Perú en lo que hoy en día es Colombia, Ecuador, Panamá y Venezuela, así como regiones del Perú actual, Brasil y Guyana. La extensa superficie del nuevo virreinato, la dificultad de transporte de la época y los diversos intereses locales dificultan una administración central.
En diciembre de 1718 Cedeño y sus tropas marcharon hacia el río Maturín y derrotaron tribus caribes y chaimas. Muchos de los caribes fueron retirándose hacia el río Orinoco.
Cada vez más esclavos escapan de las plantaciones y se internan en las selvas, en las montañas y en los Llanos. Para comienzos de 1720 hay unos 20000 mil cimarrones.
En marzo de 1723 misioneros capuchinos fundan la ciudad de Calabozo en los Llanos centrales con un grupo de 500 indígenas de diversas etnias, entre los que se encontraban mapoyes, tamanacos, otomacos y otros. 
José de Oviedo y Baños, quien había nacido en Bogotá y vivía en Venezuela desde finales del siglo XVII, publicó en Madrid en ese momento su Historia de la conquista y población de la Provincia de Venezuela.
Hacia 1726 se comienza a establecer la comunidad de Valle de Pascua.

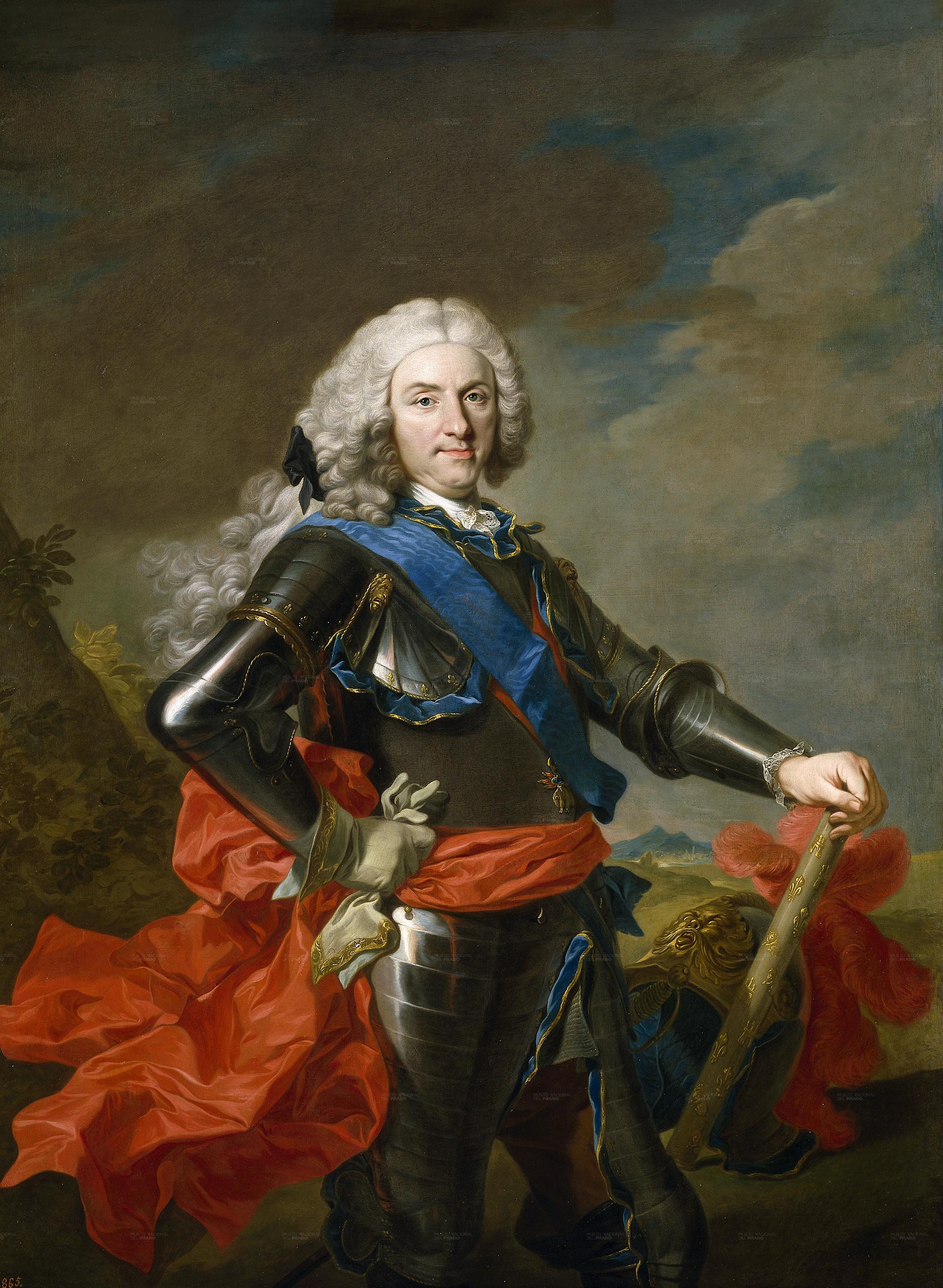
Con Felipe V comienzan reformas en España que afectan a Venezuela.

### Tiempos de la Real Compañía Guipuzcoana
El siglo XVIII ve la llegada de la Real Compañía Guipuzcoana, o Compañía de Caracas, que se establece en 1728 y deviene en un ente monopolizador del comercio del cacao y de la venta de productos importados directamente de España, tales como vinos, trigo, telas y hierro, eliminando tanto para los productores como para los consumidores locales la posibilidad de acceder a otro mercado, lo cual genera enormes fricciones sociales y animadversión de productores y comerciantes criollos en contra de dicha compañía, sus medidas y sobre todo, sus prácticas con respecto a la fijación de precios de las mercancías.
| 1699 - 1704             | Nicolás Eugenio de Ponte y Hoyo                                 |                                                                        |
| 1704 - 1706             | Francisco de Berroterán y Gainza, marqués del Valle de Santiago |                                                                        |
| 1706 - 1711             | Fernando de Rojas y Mendoza                                     |                                                                        |
| 1711 - 1714             | José Francisco de Cañas y Merino                                |                                                                        |
| 1715 - 1716             | Alberto Bertodano y Navarra                                     |                                                                        |
| 1716 - 1720             | Marcos Francisco de Betancourt y Castro                         |                                                                        |
| 1721                    | Antonio José Álvarez de Abreu                                   |                                                                        |
| 1721 - 1724             | Diego de Portales y Meneses                                     |                                                                        |
| 24/02/1724 - 01/01/1725 | Francisco Carlos de Herrera / Ruy Fernández de Fuenmayor        | Felipe V de España comienza su reino                                   |
| 01/01/1725 - 25/06/1726 | Gerónimo de Rada / Miguel Rengifo Pimentel                      |                                                                        |
| 25/06/1726 - 15/07/1726 | Domingo Antonio de Tovar / Diego Antonio de Liendo y Blanco     |                                                                        |
| 15/07/1726 - 29/06/1728 | Diego de Portales y Meneses                                     |                                                                        |
| 29/06/1728 - 31/08/1730 | Lope Carrillo de Andrade Sotomayor y Pimentel                   |                                                                        |
| 31/08/1730 - 15/12/1732 | Sebastián García de la Torre                                    |                                                                        |
| 15/12/1732 - 06/10/1736 | Martín de Lardizábal y Elorza                                   |                                                                        |
| 06/10/1736 - 12/06/1747 | Gabriel de Zuloaga, conde de Torre Alta                         | Fernando VI comienza su reinado                                        |
| 12/06/1747 - 01/12/1749 | Luis Francisco de Castellanos                                   |                                                                        |
| 01/12/1749 - 22/06/1751 | Julián de Arriaga y Ribera                                      | Insurrección dirigida por Juan Francisco de León contra la Guipuzcoana |

Sin embargo, el establecimiento de la Compañía trae también beneficios, impulsando -por su propio interés- el desarrollo o mejora de la infraestructura de puertos locales, tales como Puerto Cabello, Maracaibo, Coro y La Guaira, así como el resguardo de toda la costa desde el río Esequibo hasta la Goajira, al occidente, y su defensa en contra de contrabandistas que saboteaban su monopolio. Se requisan barcos, se revisan paquetes y caletas marinas y se crean alcabalas de aduana y control. Sus prácticas monopólicas y excluyentes produjeron varias revueltas, siendo una de ellas la liderada por el zambo Andresote, en San Felipe, en 1735. 
El jesuita José Gumilla introduce el café en Venezuela hacia 1732. Gumilla había estado encargado de la misión del Orinoco desde comienzos del siglo y produce una Historia Natural de la región del río Orinoco, que será referencia para estudiosos de esta región en el futuro. Gumilla trata de promover durante mucho tiempo pero con poco éxito la inmigración española a la zona del Orinoco y alerta de manera continua sobre la penetración de los portugueses y holandeses en zonas consideras como españolas. Sus advertencias llevan a la expedición de Solano a finales de los años 50. Los jesuitas piden en numerosas ocasiones una presencia mayor de tropas enviadas por el Virreinato de Nueva Granada con el fin de hacer frente a las incursiones que portugueses hacían desde el sur y británicos y holandeses hacían desde el este para capturar indígenas. Filippo Salvatore Gilii instala una misión en el Orinoco. El misionero estudia diversos idiomas de las etnias de la región y establece una de las primeras hipótesis sobre las relaciones genealógicas entre estos idiomas.
En 1733 grupos de caribes en la región sur atacan y matan a numerosos misioneros en la zona del Orinoco y el Caroní. Estos caribes usualmente obtienen armas de las colonias inglesas y holandesas y capturan otros indígenas que venden como esclavos en la zona del Esequibo.
Al estallar la guerra del Asiento a principios de octubre de 1739, el almirante Vernon envió tres navíos bajo mando del capitán Thomas Waterhouse que decidió atacar el puerto de La Guaira. El gobernador de la provincia de Venezuela, el brigadier don Gabriel José de Zuloaga había preparado las defensas del puerto de forma muy diligente y los artilleros del puerto lograron repeler el ataque británico tras tres horas de intenso cañoneo. Waterhouse ordenó la retirada de sus maltrechos barcos, que hubieron de recalar en la Jamaica británica.

### Años Cuarenta
Después del fallido intento del almirante Vernon de tomar Cartagena de Indias una flota inglesa al mando del comodoro Charles Knowles fue enviada a atacar el puerto de La Guaira a comienzos de 1743. El 27 de febrero las naves llegaron a La Tortuga. Los españoles al mando del gobernador Gabriel de Zuloaga informados del plan reclutaron voluntarios para defenderse y contaron con el apoyo de los holandeses que enviaron armas y pertrechos. El 2 de marzo de 1743 los ingleses comienzan el bombardeo de las defensas del puerto que se prolongó hasta las 8 de la noche. Al amanecer del día siguiente los británicos trataron de bombardear de nuevo La Guaira, pero no progresaron. El 5 de marzo Knowles envió un equipo de marinos en botes a desembarcar en el puerto de manera sigilosa, pero fueron descubiertos. Finalmente, Knowles tuvo que retirarse.

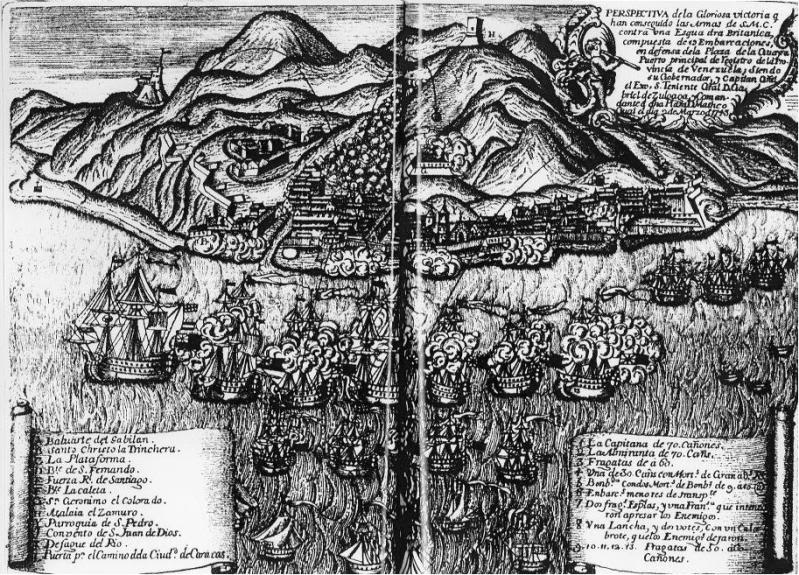
Ataque a La Guaira por tropas británicas en 1743

Knowles se retira y recala sus naves en Curazao para planificar el ataque a Puerto Cabello. El 15 de abril de 1743 la escuadra inglesa bombardea las fortalezas de Puerto Cabello sin éxito y el 24 de abril Knowles ataca nuevamente al puerto sin rendir la plaza por lo que se ve obligado a retirarse a Jamaica.
Los jesuitas promovieron la refundación de Cabruta hacia 1740-1743.

#### Conflicto con los portugueses
El imperio portugués había estado penetrando en regiones pertenecientes al imperio español según el tratado de Tordecillas. Los portugueses habían logrado penetrar en territorio español, donde realizaban expediciones en búsqueda de esclavos indígenas en las llamadas expediciones de rescate. Los jesuitas españoles estaban alarmados por estas expediciones. El superior de las misiones españolas, el Padre Román, decide embarcarse por el Guaviare, el Atabapo y el Orinoco para ver la situación de los indígenas guipunabes. Finalmente halla un grupo de esclavistas portugueses, que lo llevan a las bases portuguesas en el Río Negro. Con esto Román se convierte en el primer blanco en cruzar del Orinoco a través del Casiquiare al Río Negro, como lo documentará más tarde  Alexander von Humboldt.

#### Más de los Llanos
Pedro Joseph de Villanueva, un misionero, fundó en 1744 el pueblo de San Miguel de la Boca del Tinaco con indios guaiqueríes.

#### Revuelta de Juan Francisco de León
Las revueltas contra la Guipuzcoana continuaban. Una de las más relevantes ocurrió en Barlovento bajo el liderazgo del cosechero local de origen canario Juan Francisco de León. El movimiento se extendió después hacia Caracas, entre 1748 y 1752. Todos los sectores marginados por las prácticas de la Compañía Guipuzcoana - esclavos, pardos y canarios - se unieron y dieron a la protesta tintes de revolución social. Finalmente, la rebelión fracasó por falta de apoyo de la élite criolla local, que decidió plegarse a la Corona.

#### Expedición del Orinoco
A través del río Negro y el caño Pimichín los portugueses habían llegado hasta el río Temi y establecido bases en Javita y San Baltasar. Uno de sus aliados, un indígena de nombre Javita, realizaba expediciones para 'sacar a los indios de la selva y conquistar las almas. Usaba este permiso para hacer esclavos que vendía a los portugueses.
La Corona española decide enviar una expedición para la demarcación de las fronteras. El 14 de diciembre de 1753 una cédula de Fernando VI forma una expedición encabezada por el vasco José de Iturriaga. Entre los expedicionarios van José Solano y Bote y el botánico sueco Pehr Löfling. La expedición parte de Cádiz el 15 de febrero de 1754 y llega a Cumaná el 11 de abril. Esta expedición permanece varios años en Venezuela y lleva consigo el establecimiento de puestos españoles que frenarían la expansión portuguesa. En 1756 la expedición pasa por las Grandes Cataratas de Maipure hasta el cruce del Orinoco con el río Guaviare. Solano consigue ganar el apoyo de Javita con promesas de poder y logra hacer retroceder los grupos de avanzada de Portugal. Solano encuentra entre Atabapo y Guaviare indígenas de las etnias de los Guaypunabis. Con regalos los convence para fundar con él sobre el poblado de Maracoa la misión de San Fernando, a la que llama villa con el fin de impresionar al gobierno de Madrid. Solano desea llegar lo más cercano posible a las bases de los portugueses para conseguir asegurar el territorio español.
En 1758 el sargento Francisco Fernández de Bobadilla es enviado al Este, explora los ríos Cunucunuma, Padamo y Ocamo y funda el pueblo de La Esmeralda. En 1759 Simón López funda San Carlos de Río Negro. Los españoles establecen una serie de 16 casas fuertes, construcciones de madera de dos pisos con dos cañones portátiles y dos soldados servidos por una familia indígena, desde La Esmeralda hasta el río Erevato. Esta conexión será destruida en 1776 por un levantamiento indígena a lo largo de la zona.

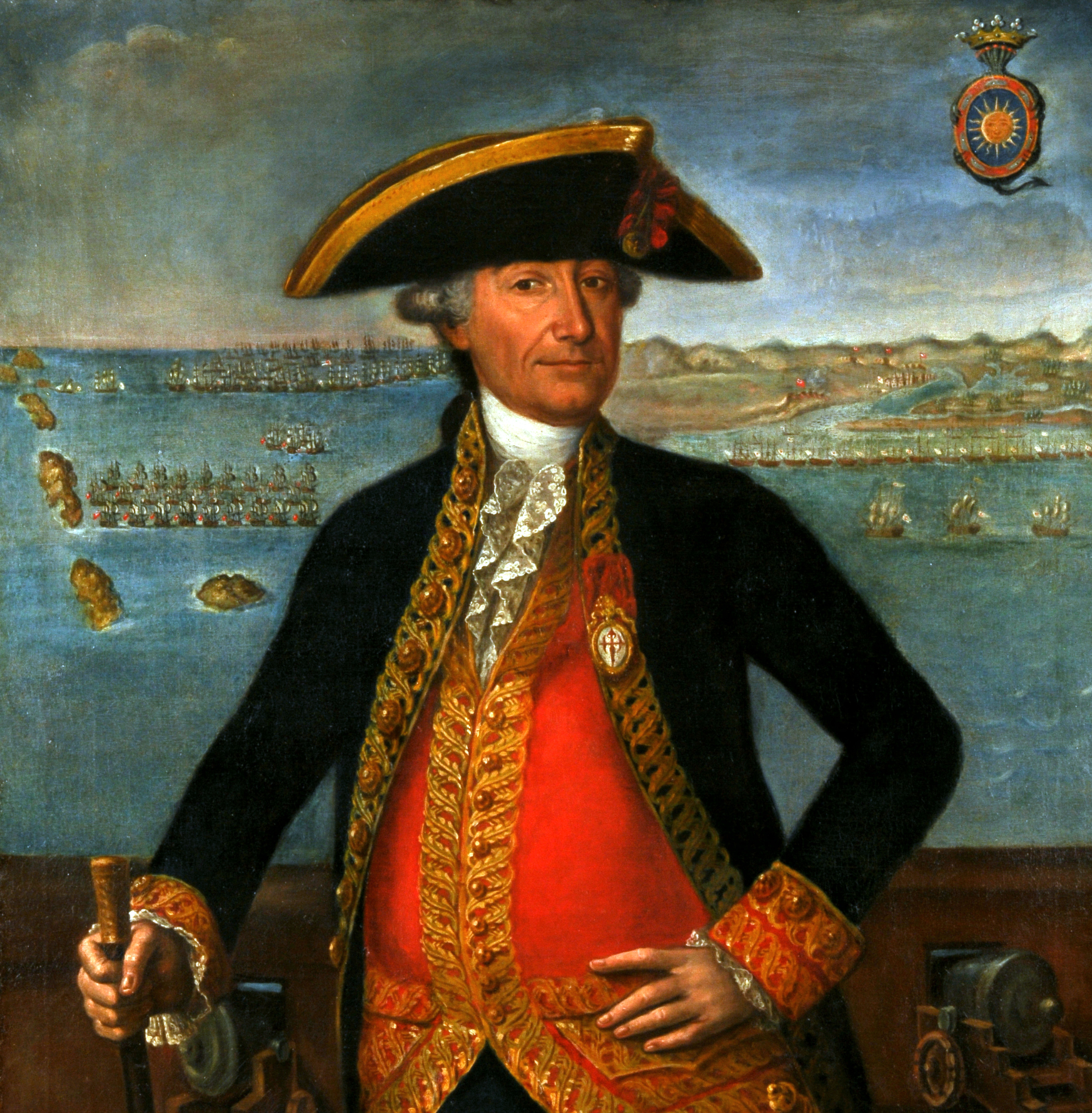
José Solano y Bote, explorador y gobernador de Venezuela hasta 1770.

| 22/06/1751 - 09/09/1757 | Felipe Ricardos                                        |                                        |
| 09/09/1757 - 12/11/1763 | Felipe de Estenoz                                      |                                        |
| 12/11/1763 - 04/04/1771 | José Solano y Bote                                     | Los jesuítas son expulsados de América |
| 04/04/1771 - 21/10/1771 | Felipe de Font de Viela y Ondiano, marqués de la Torre |                                        |
| 21/10/1771 - 25/02/1772 | Francisco de Arce                                      |                                        |
| 25/02/1772 - 17/06/1777 | José Carlos de Agüero                                  |                                        |
| 17/06/1777 - 10/12/1782 | Luis de Unzaga y Amézaga                               |                                        |
| 0/12/1782 - 24/12/1782  | Pedro de Nava                                          |                                        |
| 24/12/1782 - 14/02/1786 | Manuel González de Aguilar Torres Navarra              |                                        |
| 14/02/1786 - 01/10/1792 | Juan Guillelmi                                         |                                        |
| 01/10/1792 - 10/01/1799 | Pedro Carbonell Pinto Vigo y Correa                    |                                        |
| 10/01/1799 - 06/04/1799 | Joaquín de Zubillaga                                   |                                        |
| 06/04/1799 - 09/10/1807 | Manuel de Guevara y Vasconcelos                        |                                        |
| 09/10/1807 - 19/05/1809 | Juan de Casas y Barrera                                |                                        |
| 19/05/1809 - 19/04/1810 | Vicente Emparan y Orbe                                 |                                        |

### Del 1760 al 1777

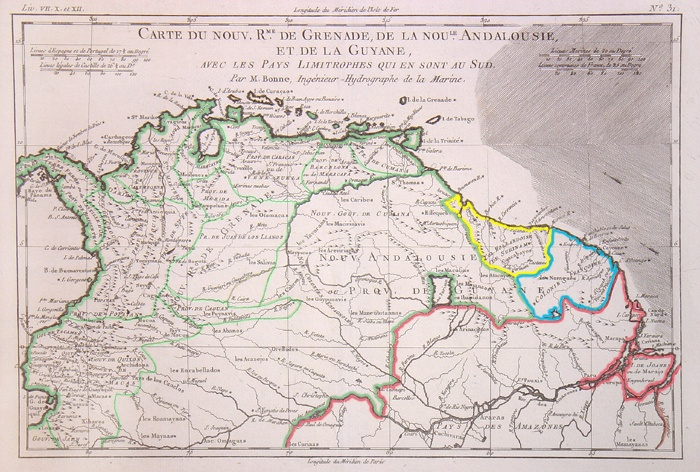
Virreinato de Nueva Granada y provincia de Nueva Andalucía en 1770.

En 1760 el capuchino Lucas de Zaragoza fundó Maturín en comunidad de los waraos.
El castillo de Araya fue desmontado en 1762 porque había perdido su utilidad y se quería ahorrar costos de mantenimiento. Los indios y pardos que dependían de la actividad del castillo se mudaron a sitios como Cumaná y Cariaco.
En 1764 se refundó la ciudad de Angostura en el Orinoco.
En 1766 se produjo una epidemia de viruela que ocasionó la muerte de 6000 a 8000 personas en la ciudad de Caracas. El mismo año, el 21 de octubre, tuvo lugar un terremoto muy fuerte cerca de Cumaná, que resultó casi totalmente destruida.
El gobierno español decidió expulsar a los jesuitas de América en 1767. Esto llevó al estancamiento y retroceso del desarrollo económico en las regiones que estos administraban. Lingüistas como el padre Filippo Salvatore Gilii tuvieron que volver a Europa. Las regiones que administraban pasaron a ser administradas por otras órdenes.

### Capitanía General de Venezuela y Reformas

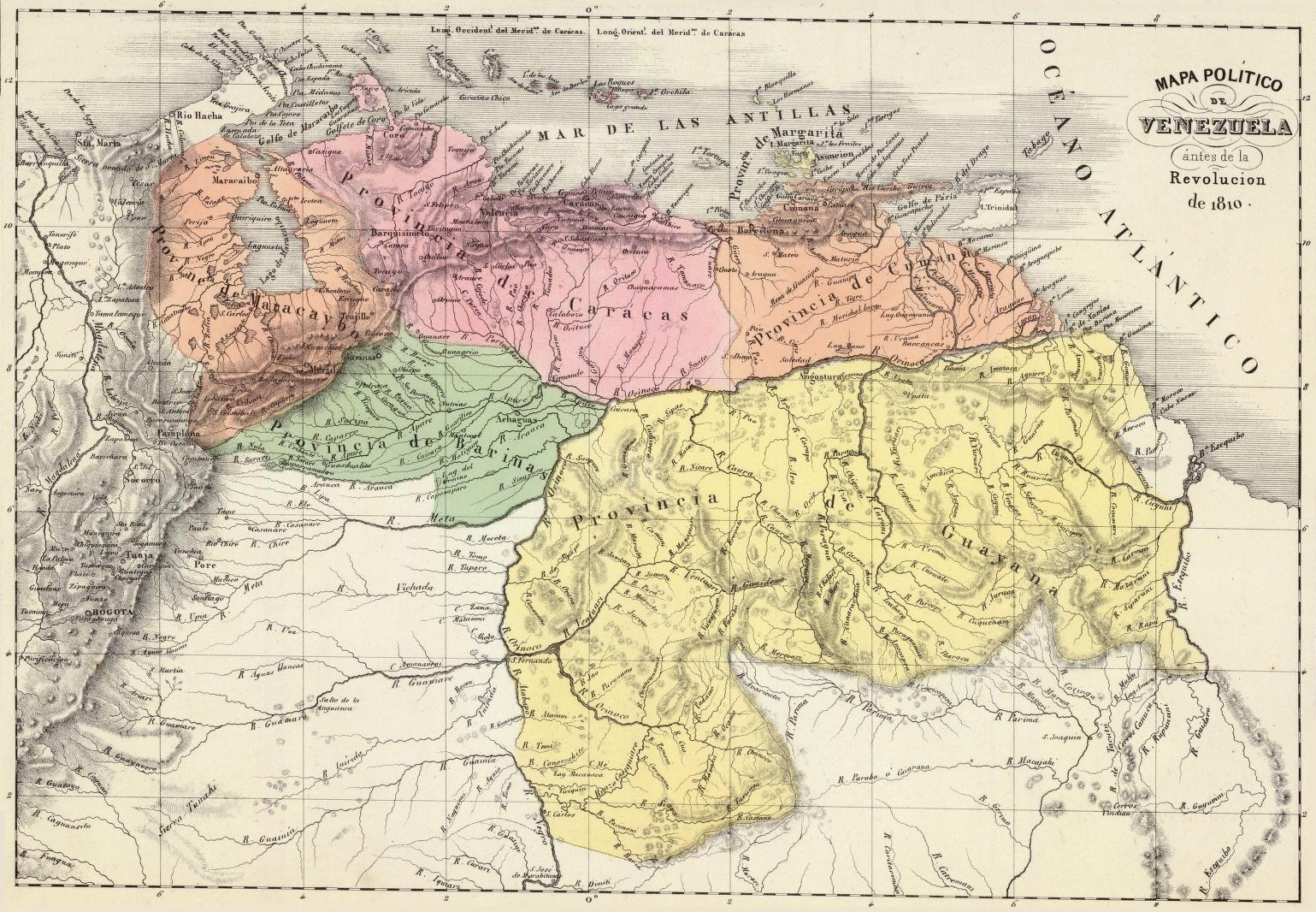
Capitanía General de Venezuela en 1810.

En 1777 la Real Cédula del 8 de septiembre crea la Capitanía General de Venezuela, uniendo a la Provincia de Venezuela las provincias de Maracaibo, Guayana y Cumaná, la Provincia de Trinidad y la Provincia de Margarita. Para ese entonces, el cacao representa un 85% de las exportaciones de Venezuela, aunque en las siguientes décadas esta proporción disminuye por la creciente importancia del café y del añil.
El comercio con Veracruz se incrementa.

#### Los ochenta
En 1788 el gobernador de la Provincia de Barinas mandó a fundar la ciudad de San Fernando de Apure. 
España había restringido desde el comienzo el comercio entre las diversas colonias y el resto del mundo. Recién en la década de los ochenta comenzó a cambiar esta política de región en región. Es finalmente en 1789 cuando la Corona decidió extender el comercio libre a Venezuela y Nueva España. Las reformas borbónicas comenzaron a surtir efecto en los siguientes años, si bien el aumento del comercio fue bastante modesto muchas de las otras colonias americanas no necesitaban los productos de Venezuela.

#### Última década delsigloXVIII
El oficial vasco Vicente Emparan fue nombrado gobernador de la Provincia de Cumaná en 1792. Emparan liberalizó el comercio en los puertos de dicha provincia. Esto ayudó a que se produjera un florecimiento de la producción. Emparan se interesaba en la ciencia en general y en la botánica en particular y esto lo llevó a experimentar la introducción de diversas plantas en Venezuela (como los Glycines). 
Las políticas de liberación económica continuaron y en 1793 se permitió que los comerciantes de Caracas formasen su propia cofradía para organizar el comercio con el exterior.
En 1795 el gobierno de Madrid autorizó en una "Cédula de Sacar" que los pardos se casasen con quien quisieran, incluyendo a gente blanca. Esta ley era rechazada por los mantuanos, quienes la ocultaron durante varios años. En el cabildo, Don Domingo Tovar y otros ciudadanos se pronunciaron por el cese de la importación de esclavos y propusieron medios para mejorar su situación.

##### Sublevación en Coro

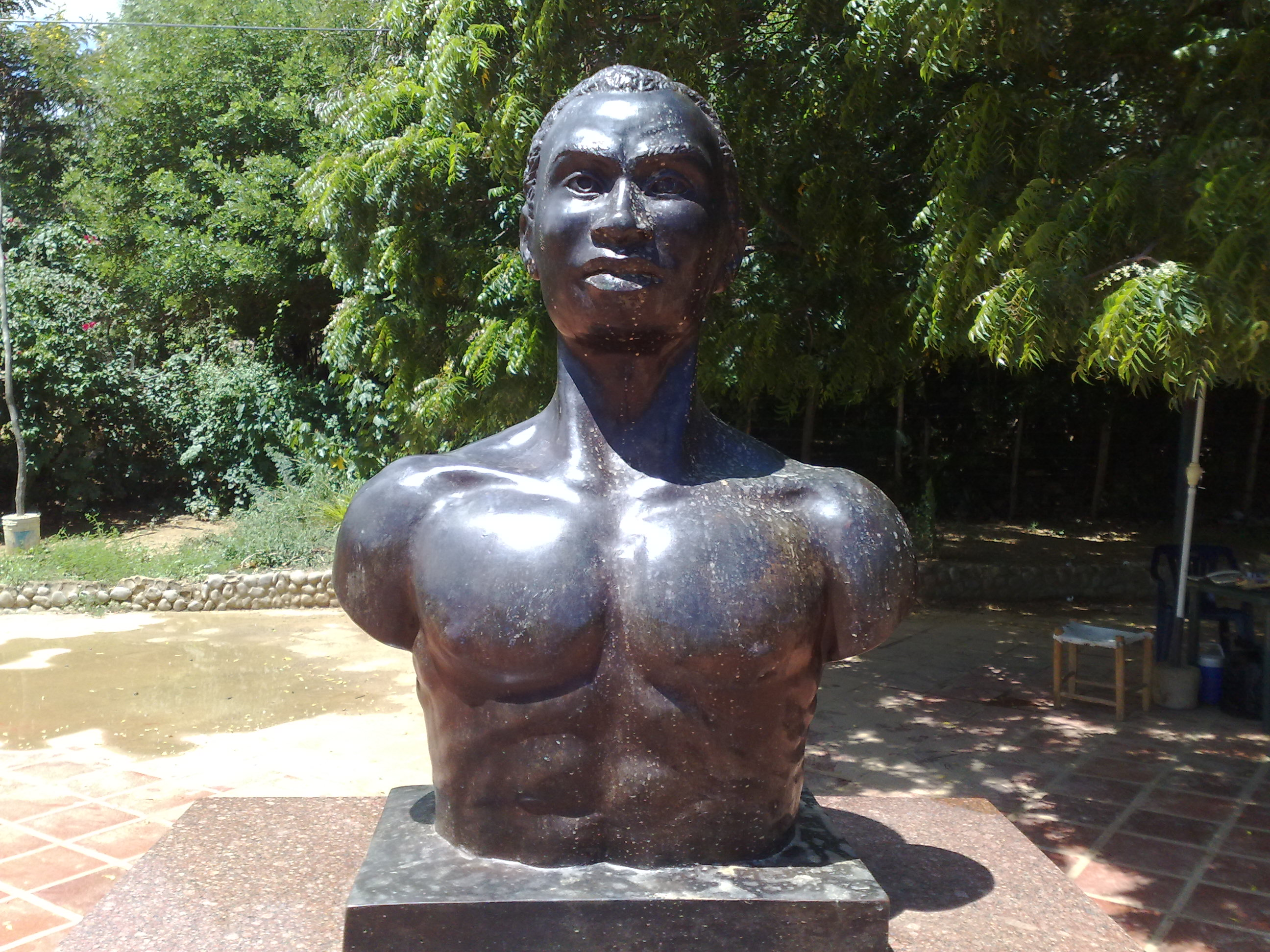
Busto a José Leonardo Chirino.

Las tensiones sociales prosiguieron. En Coro había una población con un número particularmente elevado de negros, mulatos y zambos. Había unos tres mil esclavos. En 1795, el zambo libre José Leonardo Chirino inició un levantamiento contra uno de los grupos mantuanos más recalcitrantes. El funcionario Juan Manuel Iturbe exigía en Curimagua el pago del tributo de indios, que para aquel entonces había caído en desuso. Iturbe lo exigía de manera retroactiva y en dinero y con un pago extra de alcabala para pardos y negros. Chirino y otros tomaron la hacienda de El Socorro y durante tres días se producen saqueos, incendios y asesinatos. Desde Caracas se envían fuerzas punitivas. Chirino fue hecho preso y ejecutado y su mujer, que era esclava, fue vendida fuera de la provincia. Este episodio, aunque regional, sirvió de inspiración para movimientos posteriores.

##### Pérdida de Trinidad y Tobago
En 1783, la proclamación de la Cédula de Población por la Corona española garantizó 129 000 m² de tierra a cada católico que se asentase en la provincia de Trinidad, y una mitad adicional de esa tierra por cada esclavo que llevase consigo. Por otra parte, se otorgaban 65 000 m² por gente libre de color, y la mitad de esa cantidad por cada esclavo que llevasen. En medio de las revoluciones de Haití y de Francia, mucha gente emigró desde las islas francesas hacia Trinidad. Ello resultó en qué gran parte de la sociedad trinitense fuese compuesta por personas de color que hablaban francés y tenían esclavos.
En el censo de 1777, había solo 2 763 personas registradas como habitantes de Trinidad, incluyendo unos 2 000 arahuacos.
España se había aliado con Francia al comienzo de las guerras napoleónicas. Esto motivó a un bloqueo por parte del Reino Unido. En febrero de 1797, los británicos bajo el mando de Ralph Abercromby atacaron la Provincia de Trinidad con 17 barcos. José María Chacón y Sánchez de Soto, el último gobernador español, capituló. Trinidad y Tobago fueron ocupadas y muchos de su habitantes se refugiaron en la costa firme.

##### Rebelión de España y Gual
José María España y Manuel Gual liderizaron una rebelión que se convirtió en una de los primeros intentos por independizar Venezuela de España. En 1796 habían comenzado a llegar a Venezuela militares prisioneros españoles que habían estado implicados en un intento de instaurar la república en España. España y Gual entrabaron amistad con varios de estos prisioneros y fueron influenciados por estos en sus ideas políticas, que se fueron moviendo a querer declarar la independencia, entre otras cosas. A mitad de 1797, España y Gual ayudaron a liberar a los presos políticos, que se escaparon a las Antillas. España y Gual huyeron a Curaçao. El movimiento se extendió entre 1797 y mayo de 1799. Pedro Gual regresó a Venezuela en 1799 y procuró promover una sublevación de esclavos en Naiguatá. Finalmente, las autoridades lo detuvieron el 29 de abril y lo llevaron a juicio por conspiración. El 8 de mayo fue ejecutado en la Plaza Mayor de Caracas.
En ese mismo tiempo, en particular en 1798 y 1799, Venezuela experimentó cosechas muy malas, lo que provocó carestía de comida y llevó al cabildo de Caracas a promover la importación de granos a través de las Antillas.

##### Humboldt en Venezuela

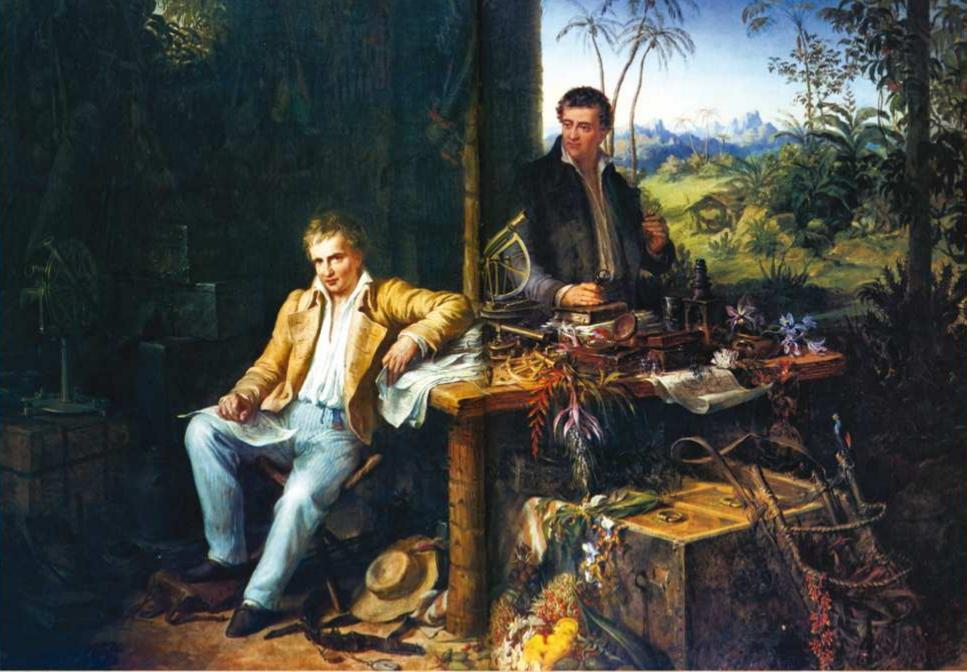
Humboldt y Bonplant.

El científico alemán Alexander von Humboldt llegó a Cumaná en junio de 1799 junto a su colega francés Aimé Bonpland. Juntos realizaron un viaje de investigación que representará uno de los mayores estudios de la naturaleza y sociedad de finales de la época colonial en Venezuela. Emparan les procuró cartas de recomendación y adelantos a fondos no llegados para que pudiesen realizar con facilidad sus viajes. De Cumaná Humboldt exploró la zona de Araya y el territorio chaima, embarcó para La Guaira y viajó por los Valles de Aragua hasta llegar a Valencia y Puerto Cabello. De Valencia viajó por los Llanos centrales hacia Calabozo y de allí siguió por Apure y el Orinoco hasta el puesto más meridional de la colonia española. Navegó el Casiquiare y llegó a La Esmeralda para volver por el Orinoco hacia Angostura y de allí a la provincia de Cumaná.
Humboldt realizó numerosos estudios y recomendaciones dirigidos al gobierno español, pero estos tuvieron poco impacto debido al desencadenamiento de la guerra a partir de 1810-1811. Su obra, eso sí, se convirtió en una referencia para futuros estudiosos y motivó nuevas exploraciones en el siglo XIX.

## Características coloniales
En 1803 el rey tuvo que exigir que se cumpliera la legislación relativa a la libertad de los pardos para casarse con cualquier grupo.
Las reformas comenzadas por los borbones contribuyen en el siglo XVIII al desarrollo de la sociedad venezolana, pero llegan con demasiada tardanza. La disrupción del poder en España provocada por la invasión napoleónica llevan a un completo debilitamiento del gobierno y dan pie al inicio del proceso de independencia en Venezuela, como en el resto de la América española.

### Evolución educativa y tecnológica en tiempos de la Colonia
El Imperio Español descuida y limita la promoción de la educación en sus colonias. Venezuela, al ser una provincia particularmente pobre después del colapso de la explotación de las perlas en el siglo XVII, recibe menos atención que los virreinatos de México o Perú. 
Los grupos de mulatos y otros no tienen acceso a la educación siquiera básica.
En 1727 se crea la primera universidad en Venezuela, siglos después de que se hubiera hecho en México o el Perú.
En 1760 el gobernador de la provincia de Caracas le otorga un permiso al coronel de ingenieros Nicolás de Castro para introducir los estudios de matemáticas con una Academia de Geometría y Fortificación exclusivamente para sus oficiales. Manuel Centurión crea en 1761 una Academia Militar de Matemáticas. En 1763 el maestro Lorenzo Campins y Ballester introduce una Cátedra de Medicina.
Sólo algunas de las poblaciones más importantes tenían un par de escuelas básicas.
El Imperio Español establece un monopolio en el comercio y des estimula la producción de tecnología propia en cada región. Venezuela tiene que importar una gran cantidad de productos elaborados que la misma España no produce.
Una sección especial es constituida por un autodidacta, Carlos del Pozo y Sucre, quien desarrolla pararrayos y otros artefactos y contribuye al desarrollo de la salud en Venezuela a finales del siglo XVIII y comienzos del XIX. Del Pozo contribuyó al proyecto del médico español Francisco Javier Balmis para inmunizar contra la viruela a la población venezolana en el contexto de la Real Expedición Filan trópica de la Vacuna. Del Pozo morirá olvidado en el transcurso de la Guerra de Independencia.

### Demografía a finales delsigloXVIII
Alexander von Humboldt calculaba en unos 900000 habitantes para la Capitanía General de Venezuela a finales del siglo XVIII. La parte más densamente poblada en aquel entonces ya era lo que se llamaban los Valles de Aragua.
Según estimaciones de Humboldt, las diversas provincias de Venezuela tienen la siguiente población :
| Provincia              | Población |
| Provincia de Caracas   | 450000    |
| Provincia de Guayana   | 40000     |
| Provincia de Cumaná    | 60000     |
| Provincia de Barcelona | 50000     |
| Provincia de Maracaibo | 22000     |
| Provincia de Barinas   | 30000     |
| Provincia de Coro      | 20000     |
| Provincia de Margarita | 18000     |

Según sus estimaciones, las provincias de Venezuela tienen un total de 60000 esclavos o 6,7% de la población total. La mayoría de ellos - unos 40000 - se ubican en la provincia de Caracas, 4/5 de estos son mulatos. En la provincia de Maracaibo hay de 10 a 12 mil y en Cumaná y Barcelona apenas unos 6 mil.
Humboldt informa que los indios en la provincia de Caracas hablan casi solo español. Los waiqueríes en Margarita y en la costa de Cumaná han dejado de hablar sus idiomas desde hace un par de generaciones. En la provincia de Cumaná los chaimas, cumanagotos aún utilizan sus idiomas. En la provincia de Barinas los guamos, los otomacos y pumé también mantienen los suyos. Lo mismo pasa con los indios en la Provincia de Guayana.

### Economía al final de la Colonia
Para comienzos del siglo XIX Venezuela importaba más de 35 millones de francos. Más de cuatro quintos de esa suma correspondía a productos europeos. Aparte de productos como el cacao, el algodón, el café y el tabaco, de Venezuela se exportaban cueros curtidos en Carora, hamacas de Margarita y cobijas de algodón de El Tocuyo. Estos productos apenas cubrían el mercado interno. Humboldt consideraba las ciudades y pueblos en el Valle de Aragua - al este y oeste del lago de Tacarigua como tan prósperos o más que los pueblos del Rin o de los Países Bajos, que tenían un alto nivel para Europa. La riqueza de estas regiones se debían ante todo al cultivo de índigo, añil y algodón, pero también al café y al cacao.

#### Agricultura
Cultivar en la época colonial no era sólo un trabajo; era un estilo de vida. La familia entera tenía tareas que hacer. En algunas pequeñas plantaciones, de 200 a 800 acres (0,81 km² a 3,24 km²), generalmente se requerían alrededor de nueve adultos para mantener los cultivos creciendo y poder cosechar a tiempo. 

##### Café
La Provincia de Caracas sola produce para finales del período colonial unos 50 a 60 mil centenas de café, que equivale a la producción de Guadalupe y Martinica, pese a que las primeras plantaciones de café en la costa comienzan apenas en 1784, gracias a la obra de Bartolomo Blandín.

##### Cacao
Las principales plantaciones de cacao se hallan al final del tiempo colonial en Choroní, Turiamo y Ocumare.

##### Añil
Esta planta se explota desde 1772 en Venezuela y es cultivada en regiones como los Valles de Aragua (actualmente Carabobo y Aragua). En los mejores tiempos de la Colonia la producción se eleva a 40,000 arrobas o un millón de libras, lo que equivale a 1,250,000 de piastras.

#### Algodón
Zonas de producción mayor son Cariaco, Nueva Barcelona y Maracaibo. Tierras como las del norte del Lago Tacarigua y la región de Güigüe, Baruta, Turmero, Cura y San Mateo tienen también cultivos importantes de algodón. 

##### Trigo
Humboldt menciona que Venezuela, al contrario de otras regiones tropicales, produce trigo en altitudes muy bajas: en La Victoria y San Mateo se siembra en diciembre y se recoge de setenta a setenta y cinco días después. En Quibor también hay producción significativa de trigo.

Añil, una de las fuentes de la riqueza en los Valles de Aragua, planta que Humboldt relaciona con la erosión del suelo